# St. Wilfridus

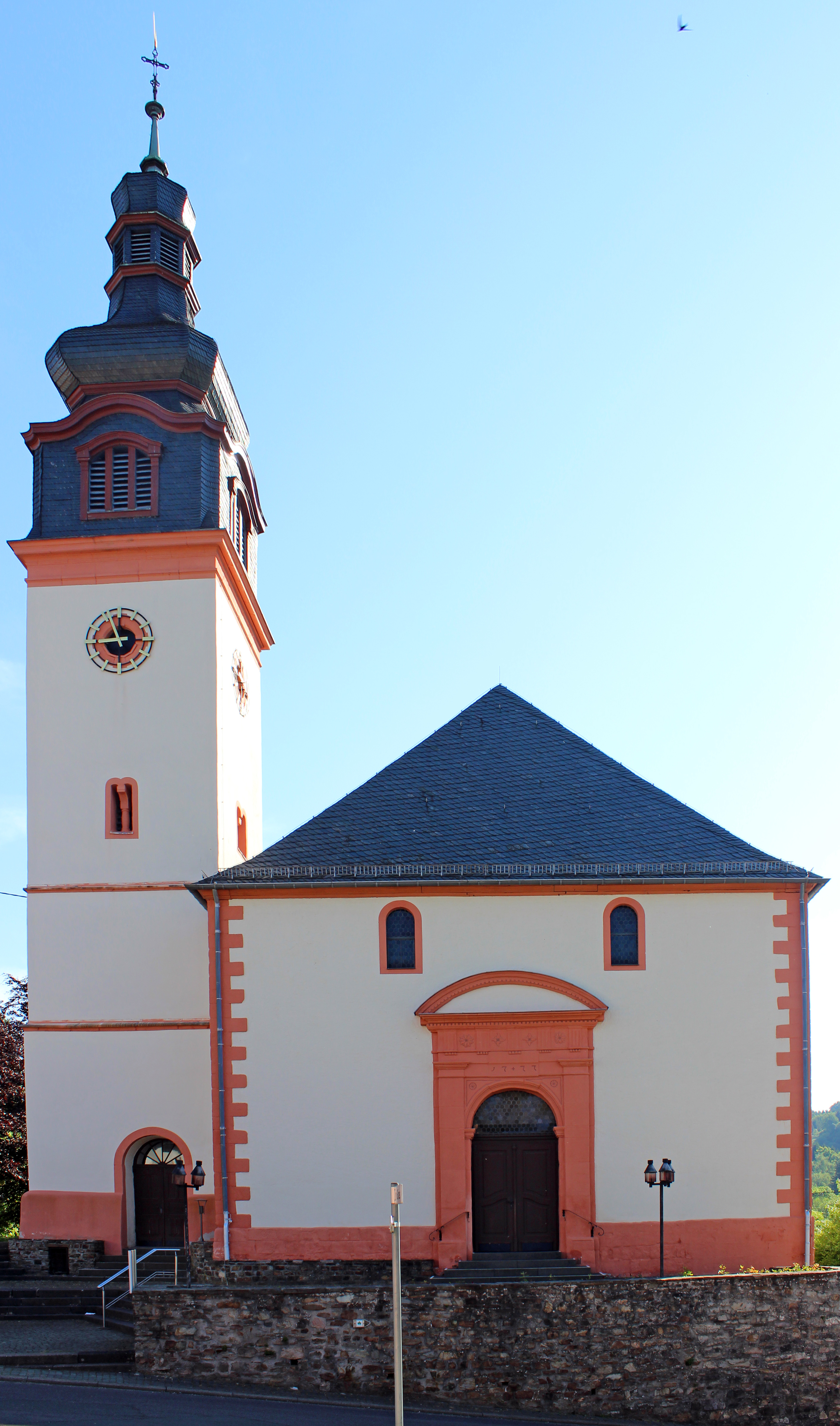
Die Kirche St. Wilfridus in Kastel

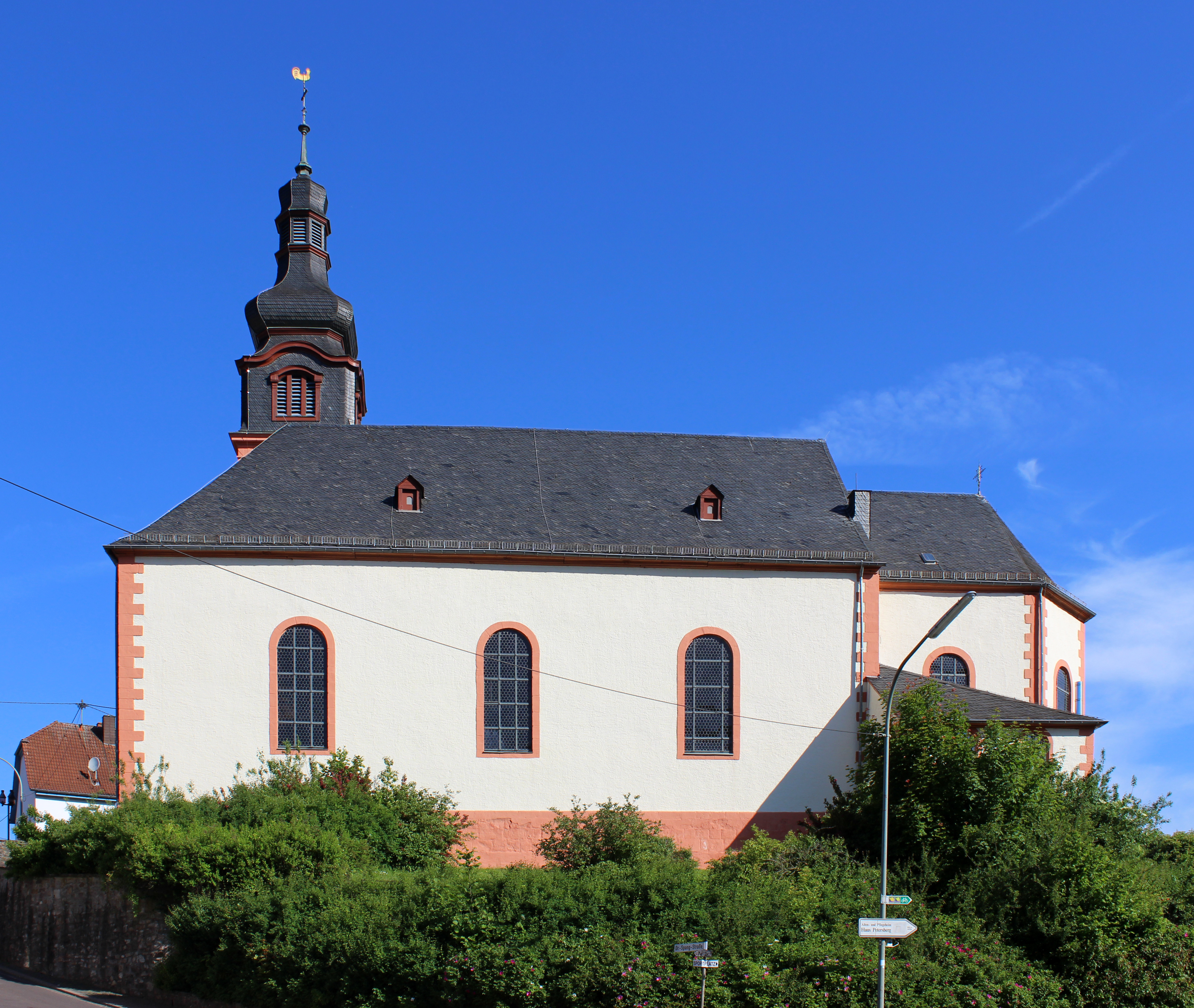
Seitenansicht

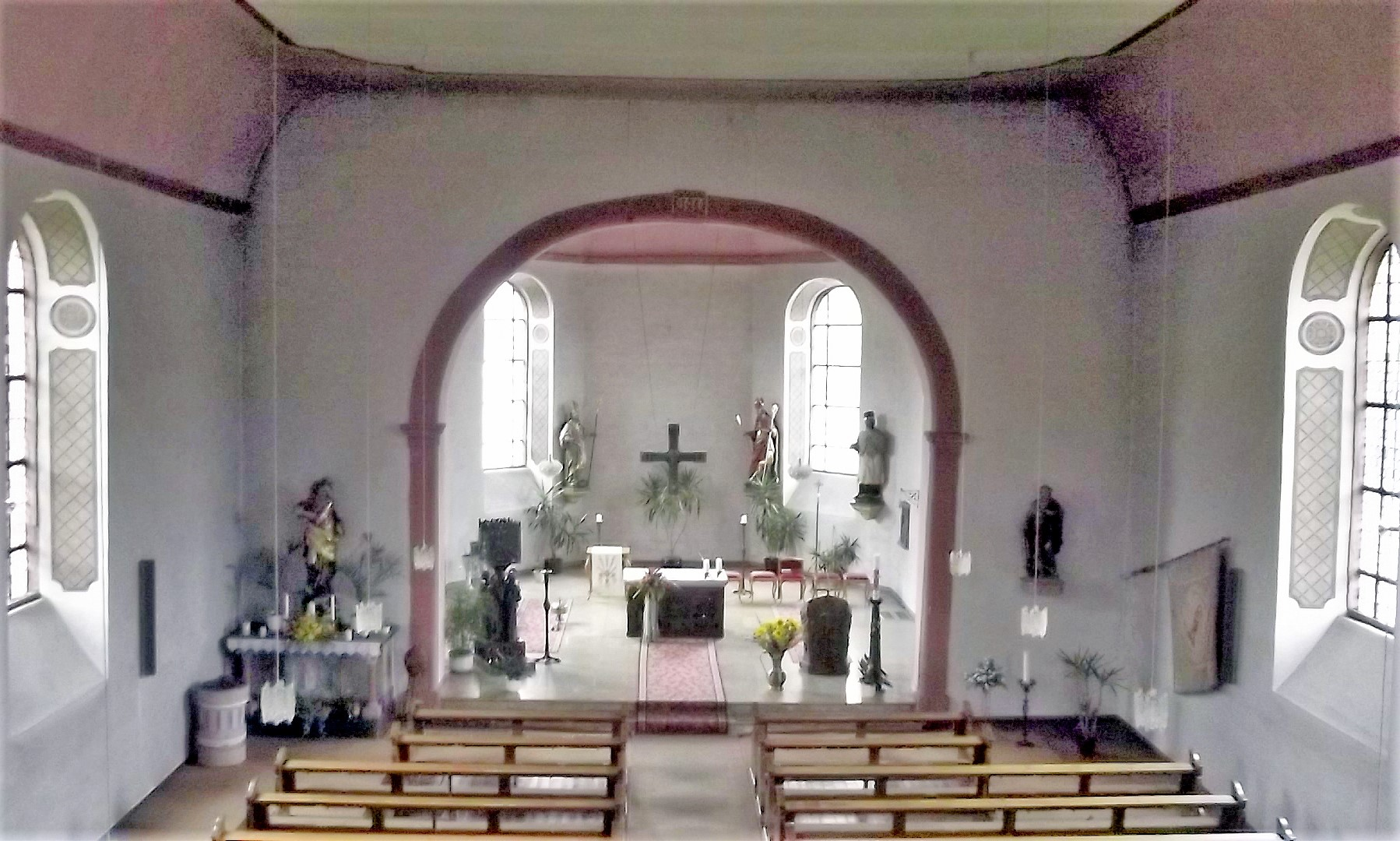
Blick ins Innere der Kirche

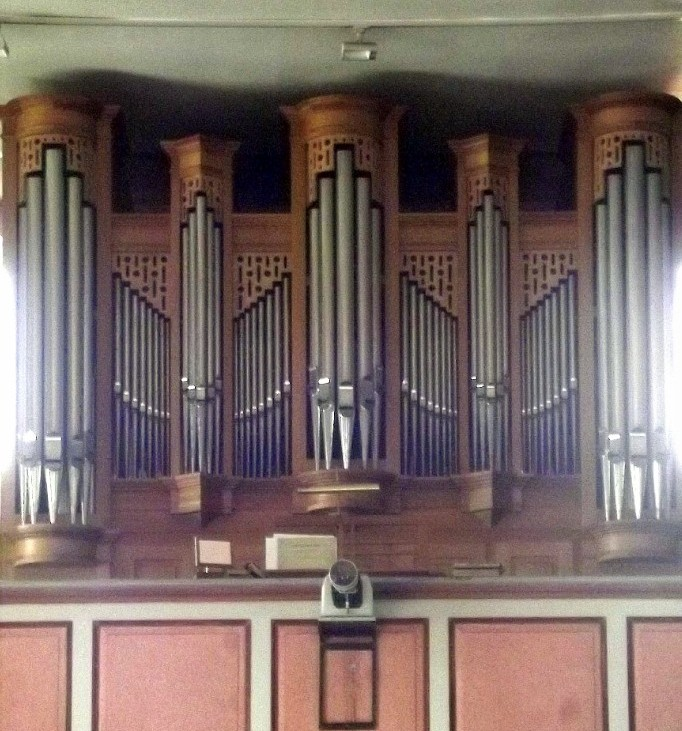
Orgelprospekt

Die Kirche St. Wilfridus ist eine katholische Kirche in Kastel, einem Ortsteil der Gemeinde Nonnweiler im Landkreis St. Wendel, Saarland. Sie trägt als einzige Kirche im deutschsprachigen Raum das Patrozinium des heiligen Wilfrid von York. In der Denkmalliste des Saarlandes ist die Kirche als Einzeldenkmal aufgeführt.

## Geschichte
Die erste schriftliche Erwähnung einer Kirche in Kastel datiert aus dem Jahr 1276. In diesem Schriftstück bestätigte Papst Innozenz V. der Abtei Tholey die Kasteler Pfarrei.
Ursprung der ersten Kirche an der heutigen Stelle, war ein um das Jahr 1185 erbauter 12 Meter hoher Wehrturm, hinter dem im Jahr 1317 eine Kirche errichtet wurde. Ein schriftlicher Beleg für das Vorhandensein dieser Kirche ist die Taxa generalis von 1330, ein Verzeichnis des kirchlichen Besitzes (Klöster, Kirchen etc.) des Erzbistums Trier, die eine Kirche in Kastel auflistet.
In den folgenden Jahrhunderten wurde das Gotteshaus mehrfach neu erbaut, wobei der Turm immer erhalten blieb. Die ersten beiden Kirchen waren vermutlich Holzkirchen, die an den Turm angehängt waren. Die dritte Kirche wurde im 15. Jahrhundert errichtet und war wie die beiden Vorgängerkirchen hinter dem Turm erbaut worden. Sie überstand den Dreißigjährigen Krieg (1618–1648), war aber spätestens zu Beginn der 1760er Jahre in baufälligem Zustand und durfte schließlich ab 1771 nicht mehr für Gottesdienste genutzt werden. Der Abriss erfolgte 1777.
Das heutige Kirchengebäude, der vierte Kirchenbau an dieser Stelle, wurde im Jahr 1777 nach Plänen des Baurats des Herzogs von Lothringen, dem Architekten Nicolas Robin errichtet. Da der für die Errichtung verantwortliche Bauunternehmer Insolvenz anmelden musste, trug der damalige Kasteler Pfarrer Peter Leonhardt als Bürge die Baukosten fast alleine.
Im Jahr 1908 erhielt der Kirchturm sein gegenwärtiges Aussehen, als auf den mittelalterlichen Turm, eine neobarocke, schiefergedeckte Haube mit Laterne aufgesetzt wurde.

## Architektur und Ausstattung
Bei der Kirche in Kastel handelt es sich um eine barocke Saalkirche mit drei Fensterachsen. Sie gliedert sich in vier Bauteile, bestehend aus einschiffigem Langhaus, dem daran anschließenden dreiseitigen, polygonalen Chor, einer an den Chor angebauten Sakristei, sowie dem seitlich an das Langhaus gestellten Kirchturm mit Welscher Haube. In der Westfassade des Kirchenschiffes befindet sich das Haupteingangsportal, bestehend aus einer zweitürigen Eingangspforte und einem darüberliegenden Oberlicht, wobei die Türen in ein Rundbogenportal eingehängt sind. Ein weiteres Portal befindet sich im Erdgeschoss des Turmes.
Zur Ausstattung im Innenraum der Kirche gehören zahlreiche Heiligenfiguren, darunter eine Figur der heiligen Agatha die vermutlich aus dem 16. Jahrhundert stammt. Vom Kirchenpatron Wilfrid von York existieren zwei Figuren, eine im Chorraum und eine weitere im Kirchenschiff. Weitere Ausstattungsgegenstände sind eine Immaculata von 1802 sowie eine Pietà von 1858. Erwähnenswert sind auch die Türen zur Sakristei und zum Turm aus dem Jahr 1783, die noch über die originalen Beschläge verfügen. Auf den Innenseiten dieser Beschläge sind barocke Rosetten als Holzreliefs eingesetzt, die Petrus am Ölberg (Mt 26,36-56 ; Mk 14,32-52 ; Lk 22,39-46 ) und Paulus vor Damaskus (Apg 9 ) darstellen.

## Orgel
Die Orgel der Kirche wurde 1996 von der Firma Hugo Mayer (Heusweiler) errichtet. Das Schleifladen-Instrument ist auf einer Empore aufgestellt und verfügt über 16 Register, verteilt auf 2 Manuale und Pedal. Die Spiel- und Registertraktur ist mechanisch.
Das Vorgänger-Instrument der Mayer-Orgel, das ebenfalls über 16 Register verfügte, stammte von der Firma Späth (Mengen) und wurde im Jahr 1926 als Opus 325 erbaut. Die Orgel, ein Kegelladen-Instrument mit elektropneumatischer Spiel- und Registertraktur, war auf dem Dachboden der Kirche aufgestellt, während der Spieltisch auf der Empore stand. Über Schallöffnungen gelangte der Schall in den Kirchenraum. Von der Späth-Orgel stammen noch sämtliche Pedalpfeifen der heutigen Mayer-Orgel.